# Arie Jan Machauf

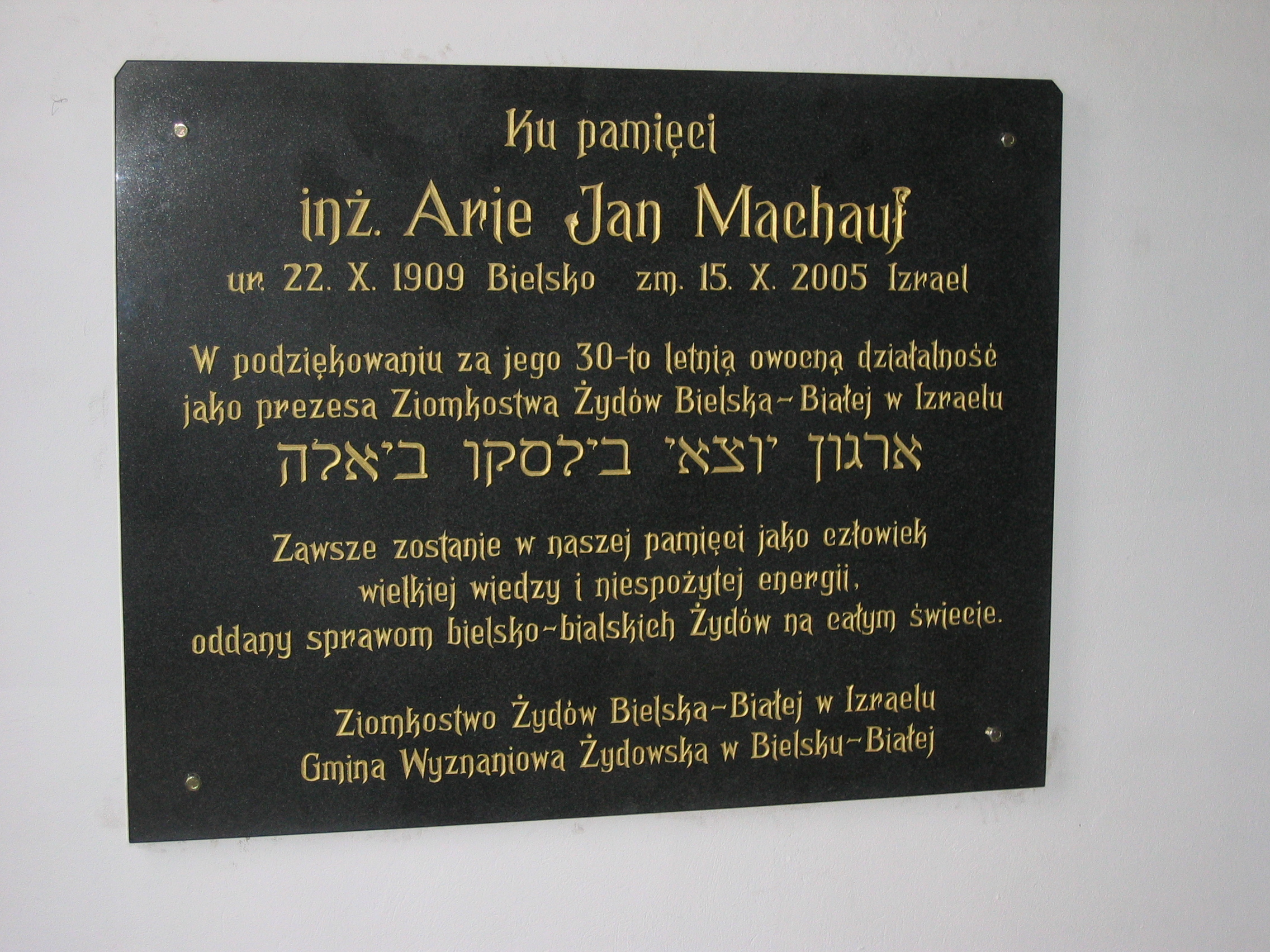
Tablica pamiątkowa ku czci Arie Machaufa

Arie Jan Machauf (ur. 22 października 1909 w Bielsku, zm. 15 października 2005 w Izraelu) – izraelski działacz społeczno-kulturalny polsko-żydowskiego pochodzenia, wieloletni prezes Ziomkostwa Żydów Bielska-Białej w Izraelu.

## Życiorys
Urodził się w Bielsku w rodzinie żydowskiej, jako syn Wilhelma, lekarza i Flory, dentystki. Jego starszy brat Marcel także był dentystą. Przez wiele lat był działaczem sportowym. W Żydowskim Towarzystwie Sportowym Makkabi, był instruktorem narciarstwa oraz członkiem zarządu Sekcji Narciarstwa. Opiekował się schroniskiem na Hali Boraczej w Beskidach. Po deportacji Żydów z III Rzeszy do Zbąszynia w Polsce w 1938, organizował dla nich pomoc.
Podczas II wojny światowej wraz z matką uciekł do radzieckiej strefy okupacyjnej. Później zostali wywiezieni w głąb kraju, gdzie w 1942 zmarła jego matka. Tam też poślubił Jaffę. W 1946 jako repatriant wrócił do Bielska. Działał w organizacjach syjonistycznych. W 1950 wyemigrował do Izraela, gdzie przez 30 lat był prezesem Ziomkostwa Żydów Bielska-Białej. Tam też zmarł i został pochowany. Miał dwie córki: Ruth i Margalit.
7 września 2009 w sali domu przedpogrzebowego na cmentarzu żydowskim w Bielsku-Białej odsłonięto tablicę upamiętniającą Machaufa.